# Erdnussöl
Erdnussöl ist das aus den Samen der Erdnuss (Arachis hypogaea) gepresste Pflanzenöl.

## Gewinnung

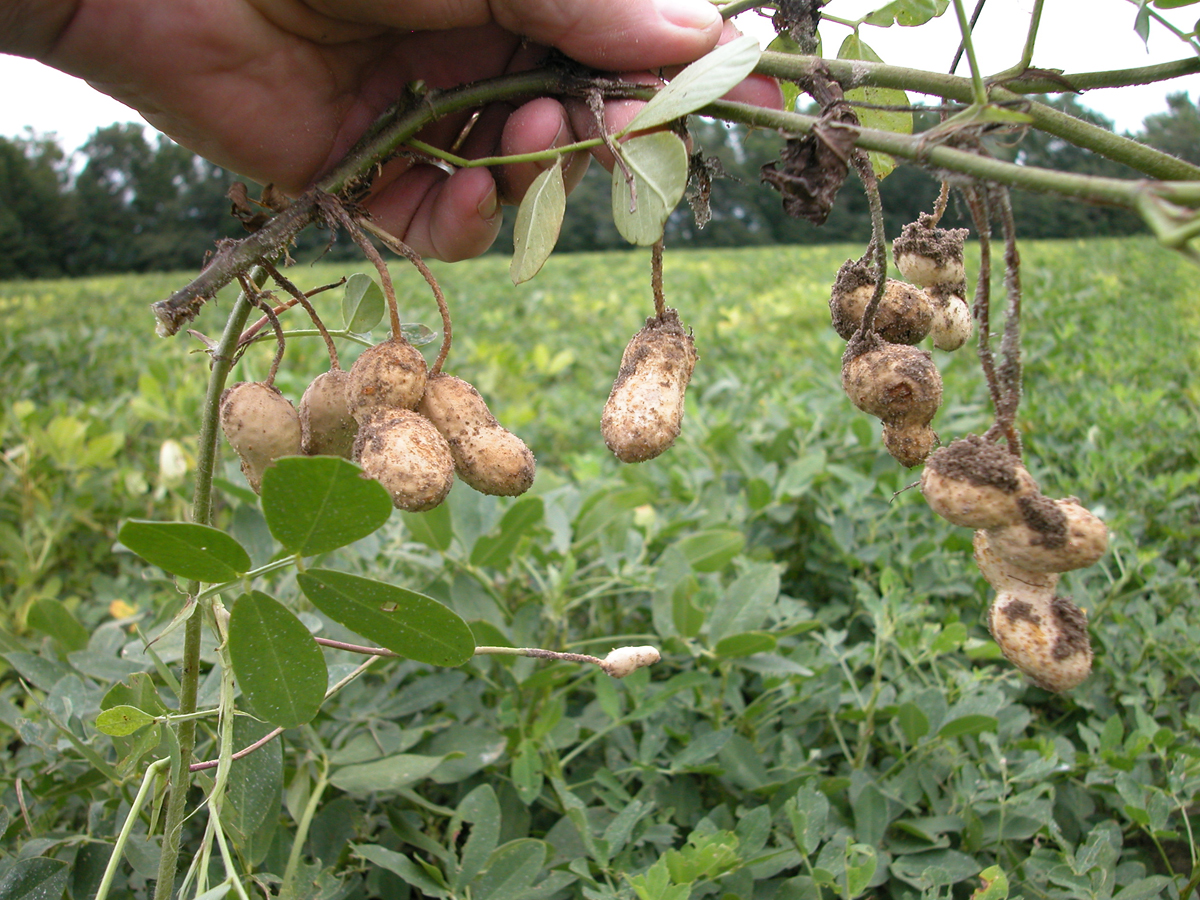
Erdnüsse kurz nach der Ernte

Nach der Ernte müssen die Erdnüsse für etwa zwei bis vier Wochen getrocknet werden, damit sich der Wassergehalt von ca. 40 % auf nur noch etwa 7 bis 5 % reduziert. Anschließend werden die Erdnüsse, die nun einen Fettgehalt von etwa 45 % haben, von ihrer Schale befreit. Dies geschieht meist mit Hilfe von Scheibenmühlen oder Riffelwalzen. Um nun das Öl aus den Samen zu gewinnen, müssen diese über Siebe gereinigt, auf Walzenstühlen zerkleinert und in Schneckenpressen kaltgepresst werden. Will man den Restgehalt an Öl, der sonst im Presskuchen verbleiben würde, auch noch gewinnen, extrahiert man ihn mit n-Hexan. Aus dem Extrakt wird dann das n-Hexan abdestilliert, als Rückstand verbleibt Erdnussöl einer minderen Qualität, verglichen mit dem durch Kaltpressung gewonnenen Öl.
Grundsätzlich ist zwischen verschiedenen Qualitäten zu unterscheiden. Die kaltgepresste Qualität gilt als natürlichste und ist vom Geschmack her am intensivsten. Der Großteil der am Markt befindlichen Menge Erdnussöl wird durch Raffination aufgearbeitet, um eine definierte, einheitliche Qualität zu erhalten. So werden auch störende Begleitstoffe (z. B. Aflatoxine) und Umweltkontaminanten (z. B. Schwermetalle, Pestizide) entfernt, die bei der Verwendung und Weiterverarbeitung unerwünscht sind.
Im europäischen Arzneibuch (Ph. Eur.) ist raffiniertes Erdnussöl (Arachidis oleum raffinatum) monographiert. Die Monographie gibt vor, welche Qualität/Reinheit eingehalten werden muss, um das Öl in pharmazeutischen Zubereitungen einsetzen zu können. So werden beispielsweise die Fettsäurezusammensetzung der Triglyceride, der Anteil von Unverseifbarem oder der von freien Fettsäuren vorgegeben.
In vielen weiteren Bereichen wie der Kosmetik- oder Lebensmittelindustrie wird ebenfalls die Arzneibuch-Qualität benutzt.
Das europäische Arzneibuch enthält darüber hinaus noch die Monographie von hydriertem Erdnussöl (Arachidis oleum hydrogenatum). Hierbei handelt es sich um das durch partielle Hydrierung gehärtete Erdnussöl. Es ist eine weiße bis schwach gelbliche, weiche Masse, die beim Erwärmen zu einer klaren und blassgelben Flüssigkeit schmilzt.

## Eigenschaften
Man unterscheidet zwischen dem herkömmlichen Erdnussöl und dem afrikanischen Erdnussöl. Erdnussöl hat eine leicht gelbliche Färbung, wohingegen raffiniertes Erdnussöl aus einer weißen, fettig anzufühlenden Masse besteht. Afrikanisches Erdnussöl bildet eine farblos bis gelbstichige Flüssigkeit.
Kaltgepresstes Erdnussöl besitzt eine leichte bis deutliche „Erdnussnote“ und riecht leicht fruchtig und rostig. Gehärtetes dagegen ist fast geruchlos. Auch afrikanisches Erdnussöl weist eine Erdnussnote auf. Geschmacklich ist afrikanisches Öl eher mild und nussig. Erdnussöl besitzt nach der ersten Kaltpressung noch einen sehr angenehmen Geschmack, raffiniertes allerdings ist fast geschmacklos. Der Rauchpunkt von Erdnussöl liegt bei etwa 160 °C, der von raffiniertem bei ca. 207 °C. Der Schmelzpunkt von Erdnussöl liegt zwischen −2 °C und +3 °C, allerdings sollte auch beachtet werden, dass dieses Öl bei etwa 10 °C bereits dickflüssig wird.
Vorteilhaft am Erdnussöl ist, dass es nicht so schnell ranzig wird wie viele andere Öle. Wenn es verschlossen, dunkel und gekühlt aufbewahrt wird, dann ist es ein bis zwei Jahre haltbar. Und selbst bei ungekühlter Aufbewahrung hält es sich mehrere Monate lang.
Auch Erdnussöl kann eine Erdnussallergie auslösen. Raffiniertes Erdnussöl wird von Allergikern meist besser vertragen als kaltgepresstes Erdnussöl.

### Mischbarkeit
Das Öl ist in jedem Verhältnis mischbar mit Ether, Petrolether, Chloroform, Benzol; es ist schwer mischbar mit absolutem Ethanol und nicht mischbar mit Wasser.

Allgemeine chemische Struktur von Ölen, wie Erdnussöl. Darin sind R^{1}, R^{2} und R^{3} Alkylreste (ca. 10 bis 15 %) oder Alkenylreste (ca. 85 bis 90 %) mit einer meist ungeraden Anzahl von Kohlenstoffatomen

## Zusammensetzung
Erdnussöl besteht überwiegend aus Triglyceriden, also Triestern des Glycerins mit verschiedenen Fettsäuren. Die Fettsäuren, der im Erdnussöl vorhandenen Triglyceriden, sind variabel und abhängig vom Anbaugebiet der für die Ölgewinnung verwendeten Erdnüsse. Das europäische Arzneibuch gibt zur Reinheit des raffinierten Erdnussöls folgende Fettsäurezusammensetzung vor: 35 bis 72 % (einfach ungesättigte) Ölsäure, 13 bis 43 % (zweifach ungesättigte) Linolsäure, 7 bis 16 % Palmitinsäure, 1,3 bis 6,5 % Stearinsäure, 0,5 bis 3 % Arachinsäure, 1 bis 5 % Behensäure und 0,5 bis 3 % Lignocerinsäure. Des Weiteren kommen Tocopherole (mehrere Vitamin-E-Formen), verschiedene weitere Antioxidantien, Lecithin, Kohlenwasserstoffe und Sterole, insbesondere β-Sitosterin, vor. Der Gehalt an mehrfach ungesättigten Fettsäureresten ist relativ hoch.

## Verwendung

### Pharmazie und Medizin
Im Bereich der Medizin und Pharmazie ist Erdnussöl vielseitig anwendbar. So kann es beispielsweise als Klistier zur Erweichung von hartem Kot im Enddarm angewandt werden oder wegen seines Gehalts an ungesättigten Fettsäuren in den Triacylglyceriden den Cholesterinspiegel senken. In der pharmazeutischen Technologie dient es als Trägerstoff für fettlösliche Wirkstoffe zum äußerlichen, enteralen oder parenteralen Gebrauch, besonders für Sexualhormone mit Depotwirkung und als Öl für Augentropfen. In der Dermatologie gilt Erdnussöl als hilfreich gegen Krusten und Hautschuppen im Bereich des Kopfes. Es kann aber ebenso zur Säuglingspflege und auch als Badezusatz zur Behandlung von subakuten, chronischen Ekzemen sowie bei atopischen Ekzemen und Ichthyosis verwendet werden. Außerdem dient gehärtetes Erdnussöl wegen seines guten Wasseraufnahmevermögens als Salbengrundlage. Früher war es häufiger Bestandteil in alten Rezepturen wie beispielsweise in der Camphersalbe (eine Salbe, die bei Muskel-, Gelenk- und Rheumaschmerzen oder bei Erkältung und Grippe helfen soll, da sie durchblutungsfördernd und schmerzstillend wirkt, und außerdem öfters in Nasensalben oder Erkältungsbalsamen zu finden ist). Heute jedoch wird dieses Öl immer seltener zur Arzneimittelherstellung verwendet, da es trotz partieller Hydrierung der Doppelbindungen im Fettsäureanteil der Tricylglyceride immer noch ranzig wird.

### Kosmetik
In diesem Bereich wird Erdnussöl gerne als Massageöl verwendet, da es nur langsam in die Haut einzieht und gute Gleiteigenschaften besitzt. Deshalb bildet es ein gutes Basisöl für Massagen.
Des Weiteren findet das Erdnussöl Einsatz als Badeöl oder als Badeölzusatz. Außerdem gilt dieses Öl auch als guter Hautschutz und wird deshalb als Bestandteil von Haut- und Sonnenölen verwendet. Es ist sowohl für Säuglings- und Kinderpflege als auch für Haut- und Kopfhautpflegemittel anwendbar. Sehr gut hilft es auch gegen sehr trockene oder schuppige Haut und gegen Ekzeme. In der Inhaltsstoffliste wird es als ARACHIS HYPOGAEA FLOUR (INCI) angegeben.

### Industrie
Erdnussöl wird häufig in der Lebensmittelindustrie genutzt, um daraus Margarine herzustellen oder um Suppen und Gewürze zu verfeinern. Außerdem kann es für die Produktion von Seifen oder Anstrichmitteln verwendet werden.
Darüber hinaus zeigte Rudolf Diesel auf der Pariser Weltausstellung 1900  einen Dieselmotor, der mit Erdnussöl als Kraftstoff betrieben wurde.

### Küche
Aufgrund seines hohen Flammpunktes besitzt das Öl eine gute Hitzestabilität und findet besonders dort Verwendung, wo hohe Temperaturen gewünscht sind, wie etwa beim Braten, Grillen oder Frittieren (vor allem in der chinesischen und asiatischen Küche mit dem Wok).
Das bei der Ölgewinnung entstehende Koppelprodukt, der Presskuchen, wird gerne zu eiweißreichem Tierfutter oder zu Bodendüngemitteln weiterverarbeitet.